# Esperanza (série télévisée)
Pour les articles homonymes, voir Esperanza.
Esperanza, est une telenovela chilienne diffusée en 2011 par TVN.

## Distribution
- Daniela Ramírez - Esperanza Reyes
- Álvaro Escobar - Juan Pablo
- Ingrid Cruz - Beatriz
- Lorena Capetillo - Susana
- Marcelo Valdivieso - Hector
- José Martínez - Elias Rocco
- Claudio González - Luis Reyes
- Patricio Achurra - Genaro
- Schlomit Baytelman - Trinidad
- Osvaldo Silva - Ulises
- Erto Pantoja - Quispe
- Teresita Reyes - Carmen
- Victor Montero - Jesús
- Matías López - Ignacio
- Silvia Santelices - Lucrecia
- Grimanesa Jiménez - Claudia
- María Luisa Mayol